# Pat Buckley (bobsleigh)
Pour les articles homonymes, voir Pat Buckley et Buckley (homonymie).
Henry Sterns était un bobeur américain qui a concouru à la fin des années 1940. Il a remporté une médaille d'argent dans l'épreuve de bob à quatre aux 1949 (en) à Lake Placid, dans l’État de New York. Il venait de Saranac Lake, près de Lake Placid.

## Carrière
Lors des championnats du monde de 1949, il remporte la médaille d’argent en bob à 4 avec James Bickford, Donald Dupree et Henry Sterns.

## Palmarès
- : médaillé d'argent en bob à 4 aux championnats monde de 1949 (en) (avec James Bickford Henry Sterns et Donald Dupree).